# Örtofta slott
Örtofta slott ligger i Örtofta socken, i utkanten av Örtofta by i Eslövs kommun. I slutet av 1400-talet uppfördes det tegelhus vars rester ännu ingår i den gamla delen av den nuvarande borgen. Slottet har under tidernas lopp genomgått många förändringar.

## Historia
Örtofta omtalas tidigast 1346. På 1400-talet tillhörde det släkten Has och kom mot slutet genom giftermål till det danska riksrådet Tönne Parsberg. Det gick sedan i arv i flera led, främst bland medlemmar av släkterna Lindenow, Bille, Brock, Brahe och Lykke. Landsdomaren i Skåne, Henrik Ramel till Bäckaskog, köpte det 1632. Örtofta hade ända till denna tid haft "birkeret", det vill säga bildat eget jurisdiktionsområde, det enda adliga i Skåne.
Det kom sedan genom gifte till vicepresidenten i Göta hovrätt, Kristian Barnekow till Vittskövle. Hans släkt hade Örtofta till 1785, då hovmarskalk Carl Filip Sack genom gifte fick tillgång till slottet. Han förskönade Örtofta väsentligt, och efter hans makas död köptes det 1809 av svärsonen greve Johan Henrik Dücker. Dennes sonson greve Henrik Dücker lät 1857–1861 bygga ut slottet. Han var barnlös och testamenterade Örtofta till friherre Jacob Bennet. Slottet och det omgivande parkområdet ägs numera av veterinär Peter Melinder, medan jordegendomen Örtofta gods ännu ägs av familjen Bennet.